# Leibniz-Institut für Virologie

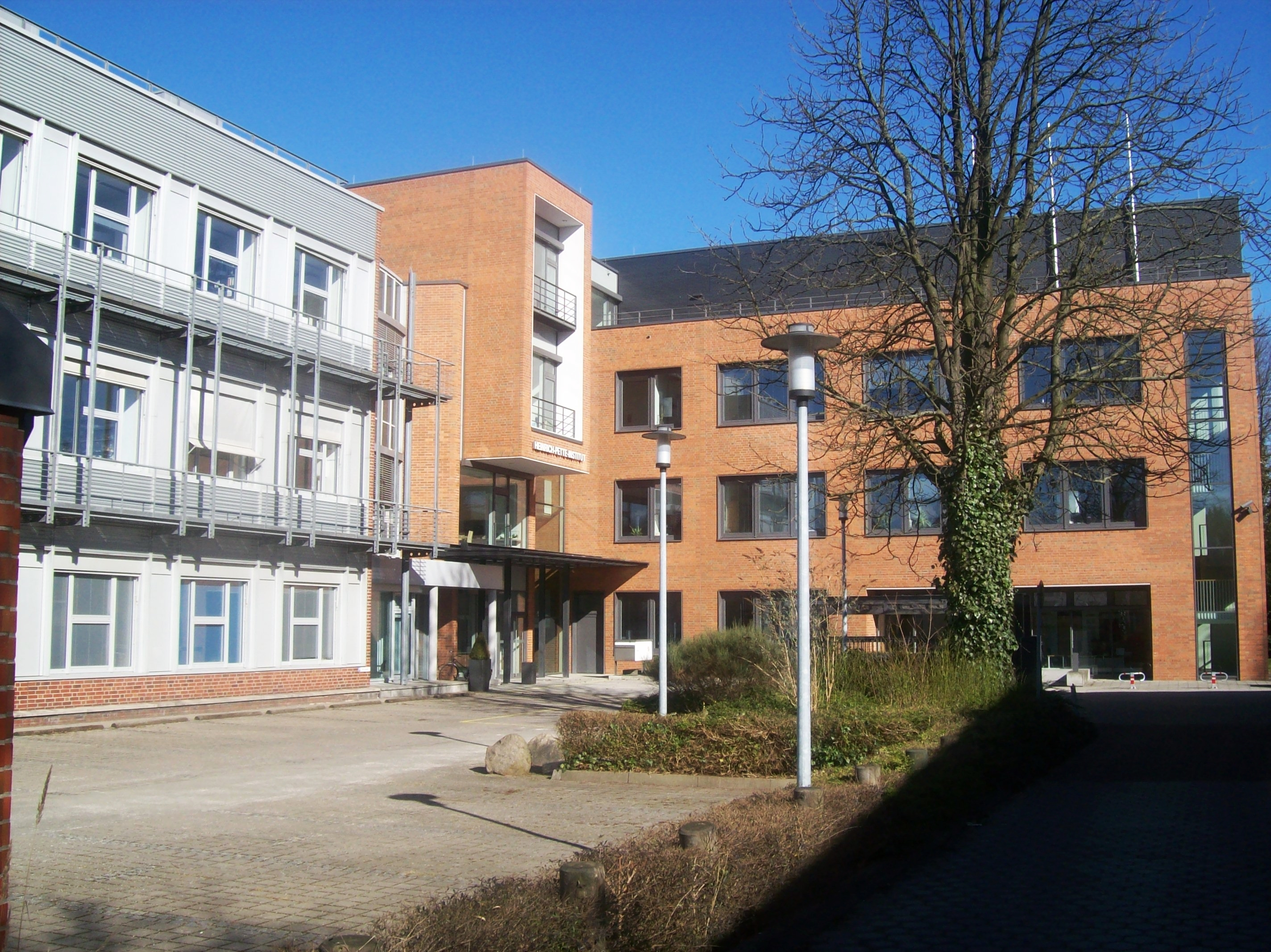
Damaliges Heinrich-Pette-Institut (2011)

Das Leibniz-Institut für Virologie (LIV) in Hamburg widmet sich der Erforschung der Biologie humaner Virusarten, der Pathogenese von Viruserkrankungen, der Abwehrreaktion des Organismus und damit zusammenhängender Probleme.
Das LIV ist als Stiftung bürgerlichen Rechts eine gemeinnützige und selbständige Forschungseinrichtung, die seit 1995 der Leibniz-Gemeinschaft (WGL) angehört. Zuwendungsgeber ist auf Bundesseite das Bundesministerium für Gesundheit, die Länderseite wird von der Behörde für Wissenschaft, Forschung, Gleichstellung und Bezirke in Hamburg vertreten.
Bis 2021 trug das Institut den Namen Heinrich-Pette-Institut, Leibniz-Institut für Experimentelle Virologie. Aufgrund der nationalsozialistischen Mitwisserschaft Heinrich Pettes beschloss das Institut 2021 zunächst, Pettes Namen zukünftig nicht mehr als Namensbestandteil zu führen. Im Mai 2022 erfolgte dann die Umbenennung in Leibniz-Institut für Virologie.

## Forschung
Ziel der Forschung am LIV ist es, virusbedingte Erkrankungen zu verstehen und neue Ansatzpunkte für verbesserte Therapien bei Viruserkrankungen und virusassoziierten Tumorerkrankungen zu erkennen. Wissenschaftler des LIV erforschen ein breites Spektrum an Viren, wie beispielsweise Hepatitis-B-Virus, Hepatitis-C-Virus, Herpesviren (HCMV, HSV-1, EBV, KSHV), Humane Coronaviren, Immundefizienzviren (HIV-1) und DNA-Tumorviren (MCV). Dabei gewinnt die praktische Anwendung der Ergebnisse in Diagnostik und Therapie zunehmend an Bedeutung. Dies spiegelt sich in vielen Kooperationen mit Klinischen Instituten und der Industrie wider.
Forschungsleitbild des LIV: „Das LIV erforscht humanpathogene Viren. Ziel unserer Forschung ist es, virusbedingte Erkrankungen zu verstehen und neue Therapieansätze zu entwickeln.“
Das LIV ist aktuell in sieben Forschungsabteilungen, zwei unabhängige Forschungsgruppen und zwei Nachwuchsgruppen gegliedert. Zusätzlich gibt es drei assoziierte Gruppen. Das Forschungsspektrum wird durch vier Technologieplattformen ergänzt.
Abteilungen:
- Virale Transformation (Leitung: Thomas Dobner)
- Strukturbiologie der Viren (Leitung: Kay Grünewald)
- Virus Immunologie (Leitung: Marcus Altfeldt)
- Virus-Wirt-Interaktion (Leitung: Wolfram Brune)
- Virale Zoonosen – One Health (Leitung: Gülşah Gabriel[2])
- Integrative Virologie (Leitung: Maya Topf[3])
- Virus Genomik (Leitung: Adam Grundhoff)

Forschungsgruppen:
- Emerging Viruses (Leitung: Stephanie Pfänder)
- Systembiologie der Arboviren (Leitung: Pietro Scaturro)

Nachwuchsgruppe:
- Genomik Retroviraler Infektionen (Leitung: Ulrike Lange)
- Modellierung viraler Systeme (Leitung: Tanja Laske)

Assoziierte Gruppen:
- Dynamik viraler Strukturen (Leitung: Charlotte Uetrecht)
- Quantitative Virologie (Leitung: Jens Bosse)
- Immunontogenie und Virusinfektionen (Leitung: Madeleine Bunders)

Technologieplattformen:
- Durchflusszytometrie/FACS
- Hochdurchsatz-Sequenzierung
- Kleintiermodelle
- Mikroskopie & Bildanalyse

## Geschichte
Gegründet 1948 als „Stiftung zur Erforschung der spinalen Kinderlähmung“ ist die Entstehung des Instituts im Wesentlichen auf zwei Personen zurückzuführen: auf den großzügigen Mäzen Philipp Fürchtegott Reemtsma, der aus dem mütterlichen Erbe seines an Kinderlähmung verstorbenen Sohnes eine Stiftung einrichtete, und auf den Neurologen Heinrich Pette. Durch ihn wurden wissenschaftliches Konzept und Entwicklung des Instituts bis zu seinem Tod 1964 geprägt und gestaltet. So wurde „sein Institut“ nach dem Tode des Gründers in „Heinrich-Pette-Institut für Experimentelle Virologie und Immunologie an der Universität Hamburg“ umbenannt. Neben der Würdigung Heinrich Pettes verdeutlichte dieser Name auch die enge Anbindung des Instituts an die Universität Hamburg, mit der seit 1993 ein Kooperationsvertrag besteht. Seit März 2011 trug das Institut offiziell den Namen „Heinrich-Pette-Institut, Leibniz-Institut für Experimentelle Virologie“. Die Institutsgebäude wurden 1967, 1995 und zuletzt 2006 erneuert und erweitert.
1996 wurde das Institut durch den Wissenschaftsrat, 2002 durch den Senatsausschuss der WGL extern und unabhängig evaluiert. Der Wissenschaftsrat stellte fest, dass ein gesamtstaatliches, wissenschaftspolitisches Interesse an der Forschungsarbeit des damaligen HPI besteht und empfahl die Weiterförderung als „WGL-Institut“. Das Institut führt auf seinem Forschungsgebiet national und international anerkannt hochwertige Forschung durch. Die letzte Evaluierung des Instituts durch den Leibniz-Senat fand im Jahr 2020 statt.
2021 wurde aufgrund eines Gutachtens im Auftrag des damaligen HPI durch die Historiker Axel Schildt († 2018), vormals Direktor der Forschungsstelle für Zeitgeschichte in Hamburg (FZH), sowie Malte Thießen festgestellt: Heinrich Pette, Facharzt für Neurologie, war als Gutachter an Erbgesundheitsverfahren im Sinne des Gesetzes zur Verhinderung erbkranken Nachwuchses beteiligt. Ferner ist von einer Mitwisserschaft Heinrich Pettes von „Euthanasie“-Verbrechen auszugehen, Pette war obendrein Parteimitglied der NSDAP. Kontakte zu einem nach 1945 unter falscher Identität praktizierenden Mittäter, Werner Heyde, von Krankenmorden waren 1961 Gegenstand eines Untersuchungsausschusses des Schleswig-Holsteinischen Landtags.

## Vernetzung
Das LIV ist auf vielfältigen Ebenen mit anderen Forschungseinrichtungen vernetzt. Es ist Mitglied der Leibniz-Gemeinschaft (WGL).
Das LIV befindet sich auf dem Campus des Universitätsklinikum Hamburg-Eppendorf (UKE) und ist über einen Kooperationsvertrag mit der Universität Hamburg eng verbunden. Die Abteilungsleiter des LIV sind C4- bzw. W3-Professoren, die in gemeinsamen Verfahren mit den Fachbereichen Medizin, Chemie oder Biologie der Universität Hamburg berufen werden.
Das LIV ist neben dem Bernhard-Nocht-Institut für Tropenmedizin und dem Forschungszentrum Borstel (FZB) Gründungsmitglied des Leibniz-Zentrums für Infektionsforschung, Leibniz Center Infection (LCI). Zusammen beschäftigen die drei Institute etwa 1.000 Personen, hiervon rund 400 Wissenschaftler. Das Leibniz-Zentrum für Infektionsforschung hat zum Ziel, inventive und innovative infektionsbiologische Grundlagenforschung im norddeutschen Raum zu fördern.
Mit der Fördergemeinschaft Kinderkrebs-Zentrum Hamburg e. V. ist das LIV in Form eines Kooperationsvertrages verbunden. Auf Basis dieser Public-Private-Partnership betreibt die Fördergemeinschaft im Ersatz- und Erweiterungsbau II des Instituts ein eigenständiges Forschungsinstitut für pädiatrische Hämatologie und Onkologie.
In Zusammenarbeit mit dem Max-Planck-Institut für molekulare Zellbiologie und Genetik in Dresden gelang es, im Labor nachzuweisen, dass es möglich ist, die vom Retrovirus HIV in die menschliche DNA eingelagerten Erbinformationen des Virus mittels eines angepassten Enzyms (Rekombinase) aus dem Genom einzelner Zellen zu entfernen. Dieser Nachweis wird als wichtiger Schritt der Grundlagenforschung in der Entwicklung einer Therapiemethode zur vollständigen Heilung von AIDS (daher die Entfernung oder weitestgehende Eindämmung einer HIV-Infektion) angesehen.